# Brudermahl (Freimaurerei)
Das Brudermahl gehört zu den ritualfreien Versammlungen im Freimaurertum und wird unter Mitgliedern einer Loge abgehalten. Es ist eine Feierlichkeit ähnlich wie die Tafelloge. Ein entscheidender Unterschied dabei ist, dass Brudermahle eher spontan nach der Logenarbeit stattfinden, um die Freimaurer von der Arbeit zu entlasten. Die Inhalte der Gespräche in Brudermahlen beziehen sich meist auf die rituelle Arbeit.